# Utilita Arena
Utilita Arena (ursprungligen Newcastle Arena) är en multifunktionell inomhusarena belägen i stadsdelen Elswick i Newcastle upon Tyne, nordöstra England. Arenan, som både ägs och drivs av ASM Global, blev officiellt invigd den 18 november 1995 och kostade då cirka 10,6 miljoner brittiska pund att bygga. Sitt nuvarande namn fick arenan i samband med ett sponsorbyte till det brittiska el- och gasföretaget Utilita Energy år 2019, detta efter att den tidigare under femton års tid hade hetat Metro Radio Arena, med den lokala radiostationen Metro Radio som officiell huvudsponsor.
Arenan har tidigare varit hemmaarena för det numera nedlagda ishockeylaget Newcastle Vipers och basketlaget Newcastle Eagles, fram tills det att dessa lag blev förflyttade till andra arenor i Newcastle (Whitley Bay Ice Rink och Northumbria Universitys Sport Central) år 2009 och 2010. Dess kapacitet vid konserter och fribrottning är upp mot 11 000 personer, samt 6 500 personer vid basketmatcher, och 5 500 personer vid ishockeymatcher. Inför dess kommande 30-årsjubileum år 2025, så har man valt att genomföra en ganska så omfattande renovering, som går ut på att fräscha upp hela arenan med nya publikytor, toaletter, artistområden och mat- och dryckesplatser. Hela renoveringsprojektet kostade 1,75 miljoner brittiska pund att genomföra.